# 유범재
유범재는 대한민국 로봇공학자이다. 헥터, 아이작, 베이비봇 등의 휴머노이드 로봇 이후 2005년 네트워크 기반 휴머노이드 '마루'의 개발총괄을 맡았다. 2008년에는 실시간 원격제어가 가능한 인간형 로봇, 2010년에는 가사도우미 인간형 로봇 '마루-Z'를 소개한 바 있다. 

## 경력
서울대 제어계측공학과를 거쳐 KAIST에서 전기 및 전자공학으로 석,박사 학위(지도:변증남교수)를 받았다. 박사 학위 취득 후 터보테크라는 중소기업 기술연구소에서 연구실장을 거쳐 1994년부터 KIST에서 책임연구원으로 재직하고 있으며, 2010년부터는 미래부 글로벌 프론티어연구개발사업 '현실과 가상의 통합을 위한 인체감응솔루션 연구단' 단장을 역임하였다. 

## 수상
2010년 대통령 표창, 2016넌 2월 대한민국 과학기술포장을 받았다.

## 같이 보기
- 지능형 로봇
- 로봇산업
- 로봇인
- 로봇공학자